# 湯姆森 (喬治亞州)
湯姆森（英語：Thomson）是一個位於美國喬治亞州麥克達菲縣的城市。根據2010年美國人口普查，該地人口為6778人，而該地的面積約為10.20平方千米。同時該地也是麥克達菲縣的縣治。

## 地理
湯姆森的座標為33°28′02″N 82°29′38″W / 33.46722°N 82.49389°W，而該地的平均海拔高度為162米（即531英尺）。